# 彭心楺
彭心楺（1974年—），台灣作家、編劇。丈夫高翊峰也是作家和編劇。著名代表作品有2012年出版的《候鳥來的季節》電影小說。

## 著作

### 短篇小說集
- 《嬰兒廢棄物》（寶瓶文化，2010年）

### 電影小說
- 《候鳥來的季節》（聯合文學，2012年）

## 編劇
- 《肉身蛾》（客家電視台，2006年）
- 《兩個銀角兒》（客家電視台，2006年）
- 《指尖的溫暖》（大愛電視台，2014年）
- 《男丁格爾》（大愛電視台，2015年）
- 《在一起，就好》（TVBS電視台，2016年）
- 《這些年那些事》（中天電視台，2017年）
- 《再見之後》（公視台語台，2023年）

## 獲獎紀錄

### 文學獎項
- 2005年，短篇小說〈緩慢行進中的屍體〉獲聯合文學小說新人獎短篇小說推薦獎。
- 2005年，短篇小說〈輪胎鋼圈〉獲苗栗縣夢花文學獎短篇小說首獎。
- 2010年，短篇小說〈撫養症候群〉獲苗栗縣夢花文學獎短篇小說佳作。
- 2010年，小品文〈洗〉獲懷恩文學獎優勝。

### 編劇獎項
- 2006年，《肉身蛾》獲第41屆金鐘獎迷你劇集編劇獎（與高翊峰合得）。[3]

## 外部連結
- 彭心楺在互联网电影资料库（IMDb）上的資料（英文）
- 彭心楺在豆瓣上的资料（简体中文）